# Ouled Settout
 (avril 2025).
Motif : Absence de sources secondaires centrées en nombre et qualité suffisants
- Archive Wikiwix
- Bing
- Cairn
- DuckDuckGo
- E. Universalis
- Gallica
- Google
- G. Books
- G. News
- G. Scholar
- Persée
- Qwant
- (zh) Baidu
- (ru) Yandex
- (wd) trouver des œuvres sur Wikidata

| 1. | Préciser le motif de la pose du bandeau. | Précisez le motif de la pose du bandeau en utilisant la syntaxe suivante : {{admissibilité à vérifier\|date=mai 2025\|motif=remplacez ce texte par le motif}}                      |
| 2. | Informer les utilisateurs concernés.     | Pensez à avertir le créateur de l'article, par exemple, en insérant le code ci-dessous sur sa page de discussion : {{subst:avertissement admissibilité à vérifier\|Ouled Settout}} |

 (février 2025).
Les Ouled Settout (en arabe : أولاد ستوت ) ou Oulad Settout sont une tribu arabe marocaine de la région de Zaïo dans le Rif, ayant cette ville pour fief.

## Histoire
Une légende circulant parmi les autres tribus rifaines affirmes que les Ouled Settout étaient une tribu sans père et dont la mère, nommé Settout (littéralement "la mégère") qui avait trois enfants et dont elle les nourrissaient de chaire humaines de ses victimes. En réalité c'est dû à l'habitude paillarde qu'avait les Settoutis[réf. nécessaire].
Au XIXe siècle, une portion des Ouled Settout se fractionne pour former les Ouled Chaib qui se partagent le territoire des Ouled Settut. 
Les Ouled Settout rejoignent le conflit mené par Mohamed Ameziane contre les espagnols. Fin 1910, l'Espagne parvient à reprendre le contrôle de cette poche de résistance et soumet les Ouled Settout en mobilisant près de 50.000 hommes, perdant près de 7.000 soldats dans les combats.  
Lors de la guerre du Rif, les Ouled Settout vont rejoindre Abd al-Krim al-Khattabi en fournissant 4 000 cavaliers et 20 000 habitants à la république du Rif[réf. nécessaire]

## Société
Les Ouled Settout sont une tribu arabe marocaine dans le Rif,. Leur territoire est composé de 95,1% d'arabophones, et de 37,9% de locuteurs du tarrifit, et donc 4,9% de non-bilingue berbérophone stricte en 2014. En 1890, Auguste Mouliéras considère leur langue comme la plus proche de l'arabe classique. Les Oulad Settout constituent une exception au sein de groupes s'exprimant majoritairement dans le même dialecte berbère.
- Les Ouled Zaïr
- Les Garètte
- Et les al-Abkhassa

Les Ouled Settout partagent une base alimentaire traditionnelle commune aux autres tribus du rif, mais se distinguent notamment en quelques points. Leur couscous est fait à partir d'orge et est servi dans un gas'a (grand plat en bois) dans lequel se servent les convives en roulant des boulettes de couscous. Un autre élément de base chez les nomades est la khlila, un fromage de chèvre fabriqué avec du lait, du beurre bouilli et la présure de fleur d'artichaut.